# Anarta laerta
Anarta laerta är en fjärilsart som beskrevs av Smith 1903. Anarta laerta ingår i släktet Anarta och familjen nattflyn. Inga underarter finns listade i Catalogue of Life.